# Ilex subtriflora
Ilex subtriflora är en järneksväxtart som beskrevs av August Heinrich Rudolf Grisebach och Ludwig Eduard Loesener. Ilex subtriflora ingår i släktet järnekar, och familjen järneksväxter. Inga underarter finns listade i Catalogue of Life.